# Kliton Bozgo
Kilton Bozgo (n. Gjirokastra, Albania, 5 de diciembre de 1971) es un exfutbolista y actual entrenador albanés, que se desempeñó como delantero y militó en diversos clubes de Albania , Croacia, Eslovenia y Austria. Fue máximo goleador de la Primera Liga de Eslovenia en dos ocasiones.

## Selección nacional
Bozgo jugó 12 partidos internacionales, para la selección nacional albanés y no anotó goles. Eso sí, Bozgo participó con la selección albanés, en varias eliminatorias europeas, tanto para la Eurocopa como para la Copa del Mundo.

## Clubes
| Club               | País      | Año         |
| ------------------ | --------- | ----------- |
| Tomori Berat       | Albania   | 1989-1992   |
| NK Dubrava         | Croacia   | 1992-1993   |
| NK Maribor         | Eslovenia | 1993-1995   |
| Olimpija Ljubljana | Eslovenia | 1995-1998   |
| NK Maribor         | Eslovenia | 1998-2000   |
| Admira Wacker      | Austria   | 2000-2004   |
| NK Maribor         | Eslovenia | 2004 - 2005 |
| NK Drava Ptuj      | Eslovenia | 2005        |
| Hartberg           | Austria   | 2006        |
| Wolfsberger        | Austria   | 2006-2007   |
| ND Mura 05         | Eslovenia | 2007-2008   |
| Union Gamiltz      | Austria   | 2008-2009   |